# Taça Brasil de Futsal de 2019
A Taça Brasil de Futsal de 2019 foi a quadragésima sexta edição da Taça Brasil de Futsal, considerada a principal copa da modalidade no país. Foi disputada entre os dias 5 e 25 de agosto na cidade de Erechim, Rio Grande do Sul. Contou com a presença de dez clubes das cinco regiões do país.
Antes do início da disputa, uma discussão a respeito da não-participação da equipe da Associação Carlos Barbosa de Futsal, que havia sido a campeã da Liga Gaúcha de Futsal de 2018, acabou sendo resolvida nos tribunais. A vaga cedida pela Federação Gaúcha de Futsal (FGFS) para a Assoeva, de Venâncio Aires, foi repassada para a ACBF poucos dias antes do início do torneio.
A Taça Brasil de Futsal de 2019 foi marcada pelo assassinato do jogador Douglas Nunes, do Corinthians, que foi alvejado por disparos de arma de fogo em uma boate após disputar a semifinal no dia 10 de agosto, diante da equipe da ACBF. Douglas, com 27 anos, veio a óbito na madrugada daquele dia, fato que gerou o adiamento da final, primeiramente para dia 13 de agosto, e após, para dia 25 de agosto.
Na final, a equipe anfitriã, o Atlântico superou a ACBF por 2-1 e conquistou a competição pela segunda vez.

## Equipes participantes
As seguintes equipes participaram da Taça Brasil de Futsal de 2019:
- ACBF
- Atlântico
- Brasília
- Constelação
- Corinthians
- Foz Cataratas
- Minas
- Portuguesa
- Tamandaré
- Tubarão

## Fase final
|  | Semifinais  | Semifinais  | Semifinais |      |           | Final     | Final | Final |  |
|  |             |             |            |      |           |           |       |       |  |
|  | Atlântico   | Atlântico   | 5          |      |           |           |       |       |  |
|  | Atlântico   | Atlântico   | 5          |      |           |           |       |       |  |
|  | Corinthians | Corinthians | 3          |      |           |           |       |       |  |
|  | Corinthians | Corinthians | 3          |      | Atlântico | Atlântico | 2     |       |  |
|  |             |             |            |      | Atlântico | Atlântico | 2     |       |  |
|  |             |             | ACBF       | ACBF | 1         |           |       |       |  |
|  | ACBF        | ACBF        | ACBF       | ACBF | 1         | 2 (4)     |       |       |  |
|  | ACBF        | ACBF        |            |      |           |           |       |       |  |
|  | Tubarão     | Tubarão     | 2 (0)      |      |           |           |       |       |  |

### Final
| 25 de agosto | CER Atlântico                     | 2 – 1     | ACBF       | Caldeirão do Galo, Erechim |
| 14:00        | Caio Júnior 26'00"' · Ian 33'30"' | Relatório | Lé 15'15"' |                            |

## Campeão
| Campeão da Taça Brasil de 2019 |
| Rio Grande do Sul              |
| ------------------------------ |
| CER Atlântico (2º título)      |